# 縱帶稀棘䲁
縱帶稀棘䲁（學名：Meiacanthus abditus），為輻鰭魚綱鳚形目䲁科稀棘䲁屬的一種，分布於西太平洋菲律賓蘇祿群島海域，深度3至40公尺，本魚體延長，稍側扁，頭頂無冠膜，無鬚，下頜兩側有犬齒，成魚在尾部上有多個絲狀突起，沿著體側中央有像鈕扣一樣斑紋，體長可達11公分，成小群在礁石壁上活動，雌魚產附著性卵，雄魚有護卵行為，生活習性不明。